# Olivier Guimond
Pour les articles homonymes, voir Olivier Guimond (homonymie).
Olivier Guimond, né le 21 mai 1914 à Montréal (Québec) et mort le 29 novembre 1971 dans la même ville, est un acteur et humoriste québécois. 

## Biographie
Olivier Guimond vient d'une famille d'artistes du burlesque. Il a été baptisé Oliver en raison de la langue maternelle de sa mère, Effie McDonald, qui était anglophone. Cependant, par la suite, Radio-Canada a décidé de franciser son prénom et il est devenu Olivier. Au début de sa carrière, il était connu sous le nom de scène de « Ti-Zoune junior », en référence au nom de scène de son père, « Ti-Zoune ».
À l'âge de 7 ans, Olivier Guimond fut envoyé par ses parents au Collège Mont-Saint-Louis à Montréal, où il étudia jusqu'à l'âge de 16 ans.
En 1932, il réussit à convaincre son père de le laisser monter sur scène. Ainsi, à l'âge de 18 ans, il fit ses débuts au Théâtre Impérial de Québec. Son rêve était de devenir la vedette de son propre spectacle de burlesque, ce qui le poussa à quitter la troupe de ses parents, une décision qui fut mal acceptée par son père.
En 1934, Jean Grimaldi remarqua Olivier Guimond et l'engagea dans sa troupe, avec laquelle il joua jusqu'en 1957. Il y chantait et jouait la comédie, notamment aux côtés de Manda Parent. C'est avec elle qu'il créa le sketch intitulé Trois heures du matin, qui devint un classique du burlesque québécois.
Il se marie à Evelyn Drummond, danseuse au sein de la troupe de Jean Grimaldi. À cette époque, il fait également la rencontre de la chanteuse Alys Robi, dont il tombe amoureux. Par conséquent, son mariage avec Evelyn Drummond ne dure que neuf mois, car son épouse le quitte et part s'exiler aux États-Unis. Sa relation passionnée avec Alys Robi prend également fin lorsque la carrière de la chanteuse prend un essor international.
Peu de temps après, il fait la connaissance de Jeanne-d'Arc Charlebois, chanteuse au sein de la troupe de Grimaldi, avec qui il se marie en 1946. Le couple a deux fils, Richard (futur acteur et doubleur) et Marc. Au milieu des années 1950, Jeanne-d'Arc Charlebois quitte Olivier Guimond et le Québec. Par la suite, en 1959, Olivier Guimond rencontre Manon Brunelle avec qui il a un autre fils, Luc Guimond.
Olivier Guimond se fait rapidement connaître dans les troupes de burlesque de Montréal et joue aux côtés des meilleurs acteurs de cette tradition tels qu'Arthur Petrie, Juliette Petrie, Rose Ouellette et Paul Desmarteaux (avec qui il forme un duo comique notoire en début de carrière). On se souvient particulièrement du duo formé avec Denis Drouin, son partenaire de scène. Dans les années 1950, il fréquente également des artistes tels que Paul Berval, Jacques Normand, Gilles Pellerin et d'autres encore, dans les cabarets montréalais animés de cette époque.
En 1965, Olivier Guimond devient la vedette de l'émission de variétés Music-Hall, diffusée par Radio-Canada, grâce à l'engagement du producteur Noël Gauvin. Par la suite, à partir de 1965, il interprète le rôle principal dans la série télévisée Cré Basile, diffusée sur Télé-Métropole et écrite par son ami Marcel Gamache. Il apparaît également dans d'autres séries, telles que Le Zoo du Capitaine Bonhomme, À la branche d'Olivier, Smash, ainsi que dans des opérettes telles que Les Trois valses et La Vie parisienne.
Sa popularité atteint des sommets et son expression fétiche « Quo qua fa là là! » se retrouve sur toutes les lèvres. En 1966, un an après les débuts de la série Cré Basile, il est couronné « Monsieur Radio-Télévision » lors du Gala des Artistes, confirmant ainsi sa place parmi les plus grands comiques que le Québec ait connus[réf. nécessaire].
Le sketch du soldat surveillant une maison cossue de Westmount durant la crise d'Octobre au Bye Bye de 1970, écrit par Gilles Richer et dans lequel Denis Drouin incarne le riche Canadien-anglais, est l'un des numéros les plus célèbres de l'histoire de cette revue humoristique annuelle. Grâce aux talents naturels d'Olivier Guimond pour les expressions comiques et à son incroyable souplesse, il est souvent comparé, toutes proportions gardées, à Charlie Chaplin.
Le 29 novembre 1971, Olivier Guimond décède à l'âge de 57 ans des suites d'une septicémie à l’hôpital Maisonneuve de Montréal. Ses funérailles ont lieu le 2 décembre à l'église Saint-Alphonse d'Youville de Montréal. Le Québec est en deuil : une foule de 25 000 personnes se rassemble autour de l'église lors de la cérémonie et cent mille personnes défilent en trois jours au salon funéraire pour lui rendre hommage. Il repose désormais au cimetière Notre-Dame-des-Neiges.

## Filmographie
- 1954 - 1960 : Le Survenant (série télévisée) : M. Bezeau
- 1957 : Le Survenant (film) : M. Bezeau
- 1958 : Marie-Didace (série télévisée) : M. Bezeau
- 1959 : César (série télévisée) : rôle muet (genre Charlie Chaplin)
- 1964 : Le Zoo du Capitaine Bonhomme (émission jeunesse) : Freddy Washington
- 1965 : Give Me a Hand
- 1965 : Cré Basile (série télévisée) : Basile Lebrun
- 1967 : Place à Olivier Guimond (émission)
- 1970 : À la branche d'Olivier (série télévisée) : Olivier Beauchemin
- 1971 : Smash (série de variétés TV de la SRC)

## Honneurs
- Olivier Guimond est élu M. Télévision en 1966.
- Trois prix orange de TV Hebdo remis à l'artiste le plus sympathique avec les journalistes, après sa mort on rebaptisa le prix orange pour le prix Olivier Guimond
- Pour souligner le dixième anniversaire de son décès, la Ville de Montréal inaugure en 1981 le parc Olivier-Guimond dans le quadrilatère formé des rues Dickson, Boileau, Monsabré et Pierre de Coubertin, tout près de l’endroit où a vécu Olivier Guimond pendant de nombreuses années[4].
- En 1986, les résidents du quartier montréalais Mercier-ouest décident de nommer leur CLSC, le CLSC Olivier-Guimond[5].
- En 1999, le Gala des Oliviers a été nommé en mémoire d'Olivier Guimond. Cet événement annuel vient souligner et récompenser publiquement le travail des artistes et des artisans québécois œuvrant dans le milieu de l'humour.
- En 2010, la ville de Rigaud (Québec) lui rend hommage en donnant au bâtiment de l'aire de service nouvellement construite sur le bord de l'autoroute 40,le bâtiment Olivier Guimond. À l'intérieur, on retrouve un montage de photo qui illustre la vie et la carrière d'Olivier Guimond. C'est également le nom de l'ancienne halte routière située un peu plus à l'ouest.
- En 2014 à Montréal, on lui rend hommage à l'occasion de son centième anniversaire de naissance, par plusieurs événements dont deux spectacles extérieurs: “César à la belle étoile”, une projection extérieure avec des extraits d'Olivier Guimond dans la série César de 1959 accompagnée par un pianiste sur scène recréant ainsi l'époque du cinéma muet, et “Un peu, beaucoup, passionnément”, un spectacle du Cirque Éloize dans le cadre de Juste pour Rire[6],[7]. Postes Canada, de son côté, émet un nouveau timbre à son effigie[8].
- L'odonymie québécoise locale rappelle en plusieurs lieux le comédien : la place Olivier-Guimond à Saint-Laurent (Montréal), la rue Olivier-Guimond à Mont-Laurier, Pointe-Fortune, Rigaud, Rougemont et à Sainte-Julie, le parc Olivier-Guimond à Montreal et à Boisbriand[9].

## Anecdotes
- On se souvient d'Olivier Guimond pour le slogan «Lui, y connaît ça»[10], apparu en 1966, dans la publicité produite pour la brasserie Labatt.
- Olivier Guimond fut la grande vedette lors de l'inauguration du Théâtre des Variétés de Montréal, le 23 septembre 1967.
- En 1997, le comédien québécois Benoît Brière incarne Olivier Guimond dans la série télévisuelle Cher Olivier, diffusée sur le réseau TVA et réalisée par André Mélançon. La série est un succès tant auprès des journalistes que du public et remporte neuf prix, dont celui du public, au Gala des prix Gémeaux de 1997.